# Guillermo Rigondeaux
Guillermo Rigondeaux Ortiz (La Prueba, Santiago de Cuba, 30 de septiembre de 1980) es un boxeador cubano. Fue campeón mundial de la Asociación Mundial de Boxeo (AMB). Es considerado uno de los mejores boxeadores libra por libra por la revista The Ring. Actualmente es el campeón de la Junta Transnacional de Rankings de Boxeo de peso súpergallo.

## Etapa amateur
Inició su instrucción deportiva en las escuelas especiales para atletas de Cuba, a la que ingresó cuando tenía diecisiete años. Es considerado uno de los mejores boxeadores amateur de todos los tiempos, y su palmarés comprende dos títulos olímpicos logrados en Sídney 2000 y Atenas 2004, en la categoría de peso gallo; dos títulos mundiales amateur en la misma categoría, en Belfast 2001, y Mianyang 2005; siete campeonatos nacionales (2000-2006) y un título panamericano en Santo Domingo 2003.
El año 2007, durante su participación en los Juegos Panamericanos de Río de Janeiro, trató de desertar de la delegación cubana y permanecer en Brasil junto a Erislandy Lara, pero su intento fue frustrado. A raíz de la infracción, Rigondeaux terminó siendo apartado del equipo nacional de boxeo por decisión de las autoridades gubernamentales. A pesar de todo logró abandonar el país a inicios del 2009 y arribó a Miami, Estados Unidos. Totalizó 247 peleas como amateur, de las cuales ganó 243 y perdió 4.

## Etapa profesional
Debutó en el profesionalismo el 22 de mayo de 2009 en la misma ciudad de Miami contra el estadounidense Juan Noriega con victoria por nocaut técnico; y repitió el resultado contra Robert Guillén, y Giovanni Andrade. En la cuarta pelea de ese año derrotó por decisión unánime a Lante Addy tras ocho asaltos.
Para el 2010, enfrentó a Adolfo Landeros y terminó con la victoria por nocaut en el primer asalto a 28 segundos de iniciada la pelea. Posteriormente, en Tijuana,  Beranza quien se retiró del combate.

### Rigondeaux contra Ricardo Córdova
El 13 de noviembre de 2010, en Arlington, Texas, enfrentó al panameño Ricardo Córdova, en una cartelera que incluía el combate estelar de Manny Pacquiao contra Antonio Margarito. En el combate estaba en disputa el título interino supergallo de la AMB. Durante los doce asaltos, en el que ambos tocaron la lona, Rigondeaux se mostró más bien huidizo y defensivo, pero sus golpes más certeros le granjearon el favor de los jueces por decisión dividida. Era su primer título como profesional.

### Rigondeaux contra Willie Casey
La primera defensa del cetro interino fue contra el irlandés Willie Casey, que se desarrolló el 19 de marzo de 2011 en Dublín, Irlanda. El combate terminó en el primer asalto cuando Rigondeaux asestó en dos ocasiones sendos golpes de izquierda que derrumbaron a Casey. El irlandés pudo continuar, pero otra ofensiva de Rigondeaux provocó que el referí diera por finalizado el combate, acabando también con el invicto de Casey.

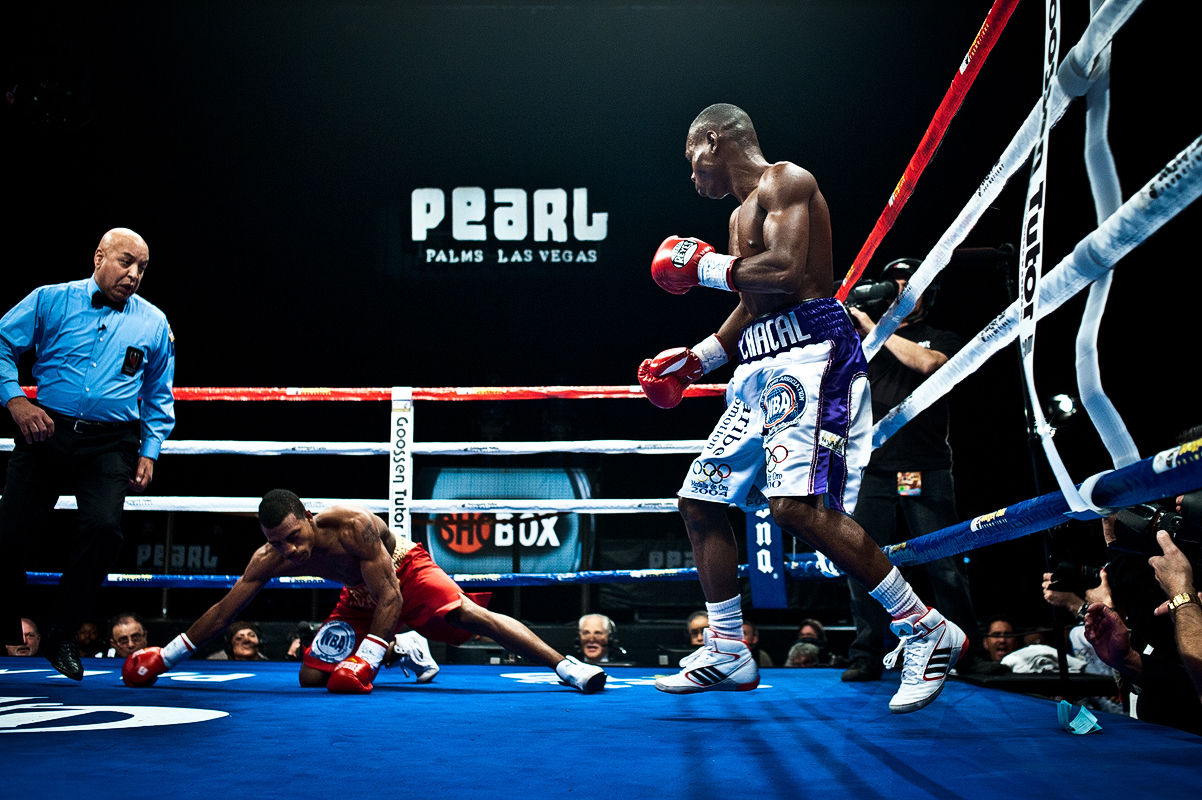
Ramos tumbado por Rigondeaux en el sexto asalto.

### Rigondeaux contra Rico Ramos
La AMB dispuso enfrentar a Rigondeaux, campeón interino, y el estadounidense Rico Ramos, campeón regular, para decidir el monarca mundial del peso supergallo. Ambos tenían récord invicto. El combate se desarrolló el 20 de enero de 2012 en el Palms Casino Resort, de Las Vegas, Nevada, y encabezó una triple cartelera. Ya en el primer asalto, el cubano derrumbó a Ramos con un jab de derecha; y continuó dominando el resto del combate hasta el sexto episodio en el que acabó noqueando a su rival con un gancho de izquierda. De esta manera, Rigondeaux se proclamó campeón absoluto de la categoría, y además impuso un nuevo récord con el menor número de peleas para alcanzar un título mundial.

### Rigondeaux contra Teon Kennedy
El 10 de junio de 2012, defendió su título ante el estadounidense Teon Kennedy en el MGM Grand de Las Vegas. Sin embargo, la pelea fue desigual, ya que Rigondeaux derrumbó a su rival en cinco ocasiones, por lo que el referí dio por terminado el encuentro en el quinto asalto y otorgó la victoria al cubano por nocaut técnico. El mismo Kennedy admitiría que el campeón era «realmente rápido». La pelea formó parte de la cartelera que incluía el combate estelar de Manny Pacquiao y Timothy Bradley.

### Rigondeaux contra Robert Marroquín
Rigondeaux sostuvo la segunda defensa de su cetro mundial el 15 de septiembre de 2012 ante Robert Marroquín en el Thomas & Mack Center de Las Vegas, evento previo al combate estelar de Julio César Chávez, Jr. y Sergio Martínez. Existía duda que se desarrollase el encuentro por problemas legales entre su representante, Caribe Promotions, y Top Rank.
La pelea terminó a favor del cubano por decisión unánime, quien se agenció diez de los doce asaltos en los que demostró velocidad y precisión, aunque Marroquín le asestó dos golpes de zurda que le pusieron en riesgo de caer en la lona. Rigondeaux, por su parte, tumbó dos veces a Marroquín, una de ellas en el último round.

### Rigondeaux contra Nonito Donaire
En lo que era el desafío más importante de su carrera profesional, Rigondeux enfrentó al filipino Nonito Donaire, en una pelea que unificó los títulos de la AMB y la OMB, el cual ostentaba el asiático. El primer evento estelar en su trayectoria se programó para el 13 de abril de 2013 en el Radio City Music Hall de la ciudad de Nueva York. Donaire, peleador agresivo y uno de los mejores peleadores libra por libra, había defendido su cetro en cinco ocasiones desde que lo ganó el 19 de febrero de 2011. 
Precisamente, Donaire había sido galardonado como el mejor peleador del 2012 por la prensa especializada, y para este combate, era el favorito de las apuestas. Sin embargo, desde los primeros asaltos Rigondeaux mantuvo el control de la pelea con golpes más certeros de su puño izquierdo, y el combate a distancia, aunque escurridizo en ocasiones. De hecho, ambos se mostraron precavidos en varios tramos de la contienda, lo que hacía caer en momentos de letargo que provocaban el rechazo del público. Por su parte, Donaire parecía desconcertado, y pese a que en ocasiones tomaba la ofensiva, nunca se esmeró en presionar al cubano. 
Fue el décimo asalto el mejor momento del filipino cuando conectó en el rostro de Rigondeaux y le mandó a la lona, pero el cubano respondió en el duodécimo asalto con un fuerte golpe que dejó lesionado el ojo derecho de Donaire, quien decidió proteger la contusión en lo que restaba del asalto. El veredicto de los jueces fue una decisión unánime para Rigondeaux (114-113, 115-112, 116-111), por lo que sumó a su cetro de la AMB, el de la Organización Mundial de Boxeo. El entrenador de Rigondeaux, Pedro Luis Díaz, aceptó que su pupilo había peleado "a la cubana": "pega y no dejes que te peguen"; mientras que Nonito expresó su respeto por Rigondeaux "por el hermoso boxeo" con el que se había presentado esa noche.
No obstante, el estilo de Rigondeaux parece no haber llenado el gusto del público y periodistas hasta esta presentación, ya que hay quienes le han llamado "correlón"; y se dice que el escaso espectáculo que ha brindado podría provocar la reticencia de las grandes cadenas de televisión para tenerlo en una cartelera, e incluso de retadores para enfrentarlo.
Esto lo dice HBO y SHOWTIME ,porque el público se quedó maravillado con su estilo y dejó a Nonito con múltiples fracturas.Nonito era el "golden boy" de Bob Arhum , y ellos se encargaron de eclipsar la carrera de Rigondeaux.

### Rigondeaux contra Joseph Agbeko
La primera defensa de sus dos coronas mundiales, se programó para el 7 de diciembre de 2013 en el Boardwalk Hall de Atlantic City, Nueva Jersey. El retador fue el ghanés y ex campeón mundial de peso gallo, Joseph Agbeko, de 33 años y quien ostentaba un récord de 29 triunfos y 4 derrotas. El encuentro terminó siendo poco atractivo, con un retador que dio poca pelea, Agbeko apenas conectó 4 golpes por round, el segundo porcentaje de golpes más bajo de la historia en una pelea de 12 asaltos por título mundial que superó solo por un golpe a la pelea entre Devon Alexander y Randall Bailey, y en el que Rigondeaux se mantuvo fiel a su estilo de mantenerse a distancia. Al final la decisión fue unánime con las tarjetas de los tres jueces 120-108 a favor del cubano.

### Rigondeaux contra Vasyl Lomachenko
El 9 de diciembre de 2017 se enfrenta al campeón superpluma y también doble campeón olímpico, el ucraniano, Vasyl Lomachenko en MSG de Nueva York. En toda la pelea, el cubano mostraría un boxeo deslucido, caracterizado por abrazar en cada momento a su rival tratando de enganchar los brazos de su rival y bajando mucho el cuerpo; la superioridad de Lomachenko se vería en todo el combate. Finalmente luego de culminado el sexto round, Rigondeaux ya no saldría de la esquina aduciendo una lesión en su mano izquierda, por lo cual el ucraniano lograría defender exitosamente su título superpluma, y el cubano obtendría la primera derrota de su carrera.

## Récord profesional
| 20 Ganadas (13 KOs), 3 Derrotas |          |                    |      |               |            |                                                                 | |
| Res.                            | Record   | Oponente           | Tipo | Rd., Tiempo   | Datos      | Localidad                                                       | Notas |
| D                               | 20–3 (1) | Vincent Astrolabio | UD   | 10            | 2022-02-26 | Dubai Marina, Dubái, Emiratos Árabes Unidos                     | Por el vacante Título Intercontinental del Consejo Mundial de Boxeo de peso gallo. |
| D                               | 20–2 (1) | John Riel Casimero | SD   | 12            | 2021-08-14 | Dignity Health Sports Park, Carson, California                  | Por el Título Mundial de la Organización Mundial de Boxeo de peso gallo. |
| G                               | 20–1 (1) | Liborio Solis      | SD   | 12            | 2020-02-08 | PPL Center, Allentown, Pennsylvania                             | Gana el Título Mundial vacante de la Asociación Mundial de Boxeo de peso gallo. |
| G                               | 19–1 (1) | Julio Ceja         | TKO  | 8(12)         | 2019-06-23 | Mandalay Bay Resort & Casino, Las Vegas                         | |
| G                               | 18–1 (1) | Giovanni Delgado   | KO   | 1 (8)         | 2019-01-13 | Microsoft Theater, Los Ángeles, California                      | |
| D                               | 17–1 (1) | Vasyl Lomachenko   | RTD  | 6 (12), 3:00  | 2017-12-09 | Madison Square Garden Theater, Nueva York                       | Por el Título Mundial de la WBO del peso superpluma. |
| NC                              | 17–0 (1) | Moisés Flores      | KO   | 1 (12), 3:00  | 2017-06-17 | Mandalay Bay Hotel & Casino, Las Vegas, Nevada                  | Retiene los Títulos Mundiales de Supercampeón de la WBA y de The Ring. Por el Título Mundial de la IBO en la división supergallo. Inicialmente el resultado fue un KO en favor de Rigondeaux, no obstante luego sería cambiado a sin decisión debido a la incorrecta decisión del réferi. |
| G                               | 17-0     | James Dickens      | RTD  | 2 (12), 3:00  | 2016-07-16 | Ice Arena Wales, Cardiff, Gales                                 | Retiene los Títulos Mundiales de Supercampeón de la WBA y de The Ring en la división supergallo. |
| G                               | 16-0     | Drian Francisco    | UD   | 10            | 2015-11-21 | Mandalay Bay Hotel & Casino, Events Center, Las Vegas           | Retiene el Título Mundial supergallo de The Ring. |
| G                               | 15-0     | Hisashi Amagasa    | RTD  | 11 (12), 3:00 | 2014-12-31 | Bodymaker Colosseum, Osaka                                      | Retiene los Títulos Mundiales de Supercampeón de la WBA, de la WBO y de The Ring. |
| G                               | 14-0     | Sod Kokietgym      | TKO  | 1 (12), 1:44  | 2014-07-19 | Cotai Arena, Venetian Resort, Macao                             | Retiene los Títulos Mundiales de Supercampeón de la WBA, de la WBO y de The Ring. |
| G                               | 13-0     | Joseph Agbeko      | UD   | 12            | 2013-12-07 | Boardwalk Hall, Atlantic City                                   | Retiene los Títulos Mundiales de Supercampeón de la WBA, de la WBO y de The Ring. |
| G                               | 12-0     | Nonito Donaire     | UD   | 12            | 2013-04-13 | Radio City Music Hall, New York                                 | Retiene el Título Mundial de Supercampeón Supergallo de la WBA. Gana los Títulos Mundiales de la WBO y de The Ring en el peso supergallo |
| G                               | 11-0     | Robert Marroquín   | UD   | 12            | 2012-09-15 | Thomas & Mack Center, Las Vegas, Nevada                         | Retiene el Título Mundial Supergallo de la WBA. |
| G                               | 10-0     | Teon Kennedy       | TKO  | 5 (12), 1:11  | 2012-06-09 | MGM Grand Garden Arena, Las Vegas, Nevada                       | Retiene el Título Mundial Supergallo de la WBA. |
| G                               | 9-0      | Rico Ramos         | KO   | 6 (12), 1:29  | 2012-01-21 | Palms Casino Resort, Las Vegas, Nevada                          | Gana el Título Mundial Supergallo de la WBA. |
| G                               | 8-0      | Willie Casey       | TKO  | 1 (12), 2:35  | 2011-03-19 | City West Hotel, Dublín                                         | Retiene el Título Mundial interino Supergallo de la WBA. |
| G                               | 7-0      | Ricardo Córdoba    | SD   | 12            | 2010-11-13 | Cowboys Stadium, Arlington, Texas                               | Gana el Título Mundial interino Supergallo de la WBA. |
| G                               | 6-0      | José Ángel Beranza | RTD  | 7 (8), 0:10   | 2010-08-21 | Auditorio Municipal, Tijuana, Baja California                   | |
| G                               | 5-0      | Adolfo Landeros    | KO   | 1 (8), 0:28   | 2010-02-05 | NSU Arena, Don Taft University Center, Fort Lauderdale, Florida | |
| G                               | 4-0      | Lante Addy         | UD   | 8             | 2009-12-16 | BB King Blues Club & Grill, New York, New York                  | |
| G                               | 3-0      | Giovanni Andrade   | TKO  | 3 (10), 2:53  | 2009-09-18 | Fountainbleau Hotel, Miami Beach, Florida                       | Gana el Título vacante Supergallo de la NABA. |
| G                               | 2-0      | Robert Guillen     | TKO  | 1 (6), 2:57   | 2009-07-17 | Planet Hollywood Resort and Casino, Las Vegas, Nevada           | |
| G                               | 1-0      | Juan Noriega       | TKO  | 3 (6), 1:09   | 2009-05-22 | Fountainbleau Hotel, Miami Beach, Florida                       | Debut profesional. |

| Predecesor: Poonsawat Kratingdaenggym Gana el título de campeón | Campeón interino peso supergallo Asociación Mundial de Boxeo 13 de noviembre de 2010 - 20 de enero de 2012 Gana el título de campeón | Sucesor: Scott Quigg                     |
| Predecesor: Rico Ramos                                          | Campeón peso supergallo Asociación Mundial de Boxeo 20 de enero de 2012 - 13 de abril de 2013 Promovido a supercampeón               | Sucesor: Scott Quigg Promovido a campeón |
| Predecesor: Celestino Caballero Despojado                       | Supercampeón peso supergallo Asociación Mundial de Boxeo 13 de abril de 2013-30 de octubre de 2015 Despojado                         | Sucesor: Carl Frampton                   |
| Predecesor: Carl Frampton Despojado                             | Supercampeón peso supergallo Asociación Mundial de Boxeo 6 de mayo de 2016-presente Reinstaurado                                     | Sucesor: -                               |
| Predecesor: Nonito Donaire                                      | Campeón peso supergallo Organización Mundial de Boxeo 13 de abril de 2013 - 28 de octubre de 2015 Despojado                          | Sucesor: Nonito Donaire                  |
| Predecesor: Nonito Donaire                                      | Campeón peso supergallo The Ring 13 de abril de 2013 - 9 de febrero de 2016 Despojado                                                | Sucesor: vacante                         |